# Poprava

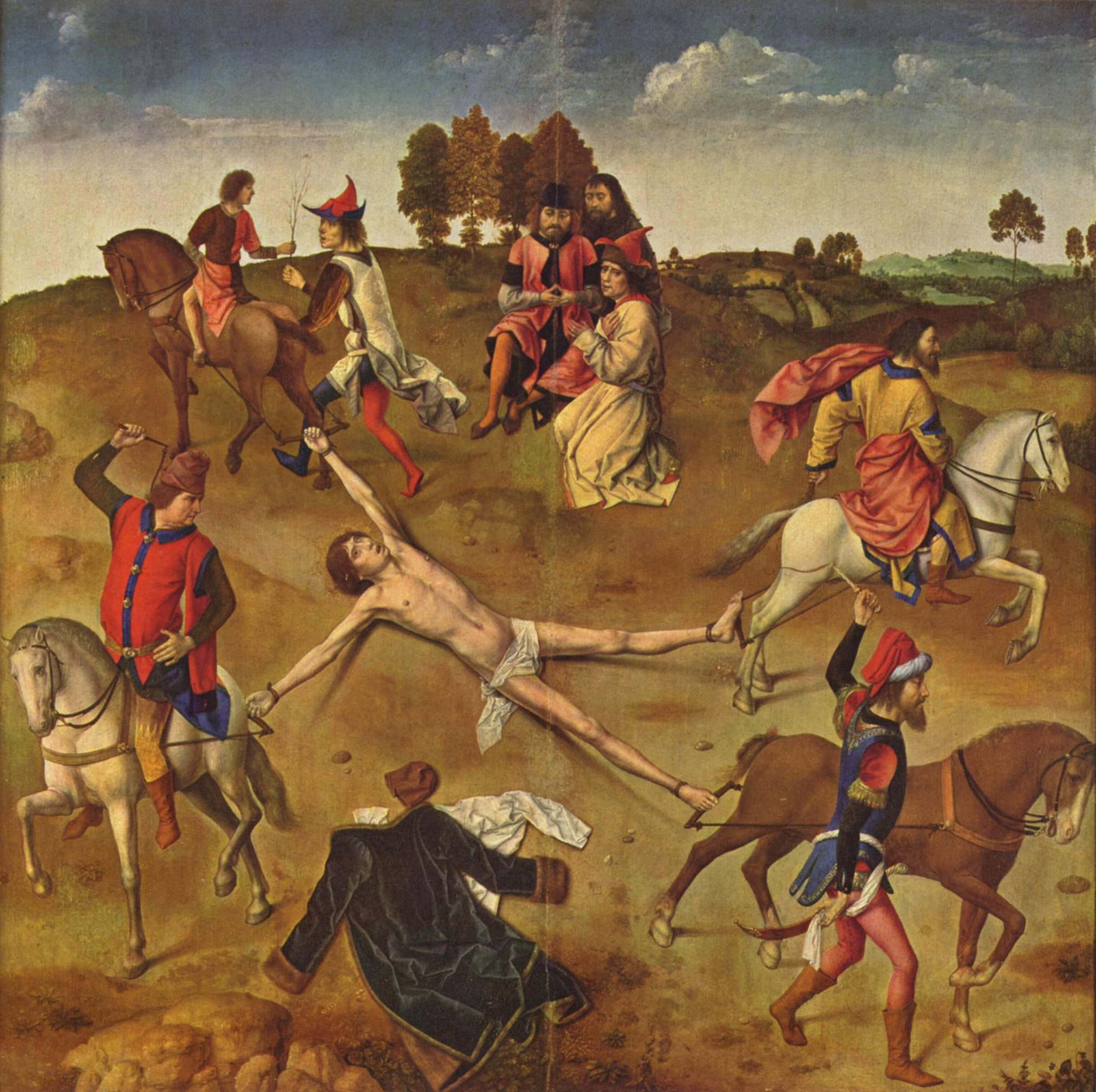
Trhání koňmi

Poprava, někdy označovaná též obecnějším výrazem exekuce (z latinského exsecutio, vykonání, provedení), je akt vykonání trestu smrti. Dnes obvyklé způsoby popravy jsou oběšením, zastřelením, smrtící injekcí, otrávením v plynové komoře a proudem na elektrickém křesle. V některých islámských zemích se popravuje i zastaralými způsoby poprav, jako je stětí hlavy na špalku nebo ukamenování. Ve většině zemí, které praktikují trest smrti, jako jsou Spojené státy, Bělorusko, Čína, Jižní Korea, Japonsko, Thajsko či Indonésie, se popravuje neveřejně ve věznicích, existují však země jako Írán, Afghánistán, Saúdská Arábie, Somálsko nebo Severní Korea, kde se popravy konají veřejně na popravišti, náměstí nebo dokonce na sportovních stadionech.
Historický význam slova poprava znamená „učinit někomu po právu“, tedy vykonání popravy na příkaz soudců, tzv. poprávců, znamenalo naplnění litery práva.

## Historie
V minulosti užívané, ale dnes již opuštěné metody poprav byly často velmi kruté, například upálení na hranici, ukřižování, uvaření, naražení na kůl, a prováděly se veřejně, nejčastěji na náměstí, aby působily odstrašujícím účinkem na další případné pachatele. Často se uplatňoval princip tzv. zrcadlového trestu, kdy měl trest odpovídat spáchanému zločinu, takže např. žháře čekala smrt upálením, padělateli peněz nalili do hrdla roztavený kov apod. 
Ve starověkém Římě a středověké Evropě se lidé urození popravovali mečem, což bylo chápáno jako důstojnější způsob smrti, zločinci prostého původu mohli být ve starém Římě uškrceni, ukřižováni nebo předhozeni šelmám, v pozdějších staletích zpravidla oběšeni. v některých kulturách (egyptská, čínská) bylo pokládáno za důležité zachovat tělo pro pohřeb v neporušeném stavu, aby mohl člověk přejít do posmrtného života. Proto bylo preferovaným způsobem popravy uškrcení, a naopak stětí hlavy bylo vyhrazeno nejhorším zločinům. V starém Japonsku měli urození provinilci (samurajové) výsadu vzít si život vlastní rukou (seppuku). 
Mnohé starověké národy (Izraelité, Chetité, Keltové, Germáni) trestaly smrtí především náboženské přečiny, zatímco v případě kriminálních činů včetně vraždy se používaly mírnější postihy (např. nucené práce, tělesný trest) nebo se mohl provinilec vykoupit zaplacením tzv. wergeldu. Existují i lidské kultury, které trest smrti vůbec nepoužívaly a vážné zločiny včetně vraždy trestaly zaplacením výkupného pozůstalým (např. Nuerové) nebo vyháním z kmene (mnohá etnika v Amazonii, Sanové, Sámové, většina původních obyvatel Sibiře, Ainuové).
V předkolumbovských kulturách Ameriky nebo i v předkoloniální Africe splývalo vykonání popravy s rituálem lidské oběti. Batakové na Sumatře, Fidžijci a mnohé papuánské kmeny z Nové Guiney tělo po popravě snědli, což bylo chápáno jako součást vykonání trestu.  
V období osvícenství během 18. století převládla tendence, aby byly popravy pokud možno rychlé a bezbolestné, upouštělo se od upalování, čtvrcení a dalších krutých středověkých trestů. Ve Francii proto došlo k zavedení gilotiny, v ostatních evropských zemích se od této doby odsouzenci zpravidla věšeli.
Popravu v minulosti obvykle vykonával profesionál: kat, a to buď sám, nebo s pomocníky. Během války nebo stanného práva docházelo k tomu, že tresty smrti vynášely vojensky pověřené osoby a v tom případě popravu prováděli sami vojáci (například za dezerci, neuposlechnutí rozkazu, rabování a jiná porušení vojenské kázně), od doby raného novověku se takové vojenské popravy vykonávají zastřelením popravčí četou.

## Současnost
V dnešní době provádí popravu buďto vojáci (Čína, KLDR) nebo vězeňští dozorci ve spolupráci s odborníkem té profese, která má nejblíže k metodě popravy (technik v případě elektrického křesla nebo při smrtící injekci). Vždy je přítomen lékař, který konstatuje smrt popravené osoby a podepíše příslušný protokol.
V některých islámských zemích, jako je Írán, Afghánistán, Saúdská Arábie, Somálsko nebo Jemen, převládají stále tradiční metody popravy jako oběšení, ukamenování nebo stětí, prováděné veřejně na náměstí nebo na popravišti.

## Kritika popravy
Institut popravy v minulosti byl a stále je předmětem kritiky. Z etického hlediska je poprava často přirovnávána k úkladné vraždě, neboť je uskutečněna s rozvahou, bez náhlé nutnosti (například sebeobrany) a na bezbranném člověku. Například T. G. Masaryk označil popravy za nejďábelštější druhy zabití, „poněvadž schvalují je lidé vládnoucí s úplným klidem a rozmyslem, s dostatečnou lhůtou pro udělení milosti, pod ochranou bodáků.“

## Poprava v přeneseném významu
Zřejmě pod vlivem výše zmíněné kritiky jsou v posledních desetiletích zejména žurnalisty jako "poprava" či "exekuce" označovány také vraždy nebo jiné způsoby likvidace (i obrazné, např. "poprava" neúspěšné knihy a jejího autora nebo "poprava" u maturity)  provedené obřadným či rituálním způsobem nebo prostě někým, kdo v dané chvíli má nad někým jiným moc.

## Popravy ve světě
Amnesty International uvedla, že v celosvětovém měřítku poklesl počet v poprav v roce 2018 o 31% a byl tak nejnižší za celé desetiletí. Pokles poprav způsobila zejména změna protidrogových zákonů v Íránu. 106 zemí již zrušilo trest smrti za všechny trestné činy zákonem a 142 zemí zákonem nebo v praxi. V ČR byl trest smrti zrušen a nahrazen výjimečným trestem v roce 1990.